# Oscar Clariá
Oscar Alejo Clariá (Paraná, Argentina, 17 de julio de 1933) es un exfutbolista argentino.

## Biografía
Sus inicios fueron en Club Atlético Paraná de Entre Ríos.

## Selección nacional
En la Selección nacional de fútbol de Argentina jugó los Juegos Panamericanos de 1955.

## Clubes
| Club              | País      | Año       |
| ----------------- | --------- | --------- |
| Atlético Paraná   | Argentina | 1954      |
| Newell's Old Boys | Argentina | 1955      |
| Atlanta           | Argentina | 1956-1966 |
| Colo-Colo         | Chile     | 1967-1968 |
| Green Cross       | Chile     | 1969-1971 |
| Atlético Paraná   | Argentina | 1972      |

## Palmarés

### Como jugador

#### Campeonatos nacionales
| Título      | Club    | País      | Año  |
| ----------- | ------- | --------- | ---- |
| Copa Suecia | Atlanta | Argentina | 1958 |